# Filip Maciejuk
Filip Maciejuk (ur. 3 września 1999 w Puławach) – polski kolarz szosowy i torowy. Medalista mistrzostw świata juniorów w jeździe indywidualnej na czas. Medalista mistrzostw Polski zarówno w kolarstwie szosowym, jak i torowym.
Kolarstwo uprawia również jego młodszy brat, Kacper.

## Osiągnięcia

### Kolarstwo szosowe
Opracowano na podstawie:

2016
- 3. miejsce w Pucharze Prezydenta Miasta Grudziądza
  - 1. miejsce na 2. etapie

2017
- 1. miejsce w Pucharze Prezydenta Miasta Grudziądza
  - 1. miejsce na 2. etapie
- 3. miejsce w mistrzostwach świata juniorów (jazda indywidualna na czas)

2018
- 1. miejsce w klasyfikacji młodzieżowej Triptyque des Monts et Châteaux
- 1. miejsce w Karpackim Wyścigu Kurierów
  - 1. miejsce w klasyfikacji młodzieżowej
- 2. miejsce w Szlakiem Walk Majora Hubala
  - 1. miejsce w klasyfikacji młodzieżowej
  - 1. miejsce na 3. etapie (jazda indywidualna na czas)
- 2. miejsce w mistrzostwach Polski (jazda dwójkami)

2020
- 1. miejsce w mistrzostwach Polski (jazda dwójkami)

2021
- 2. miejsce w mistrzostwach Polski (jazda indywidualna na czas)
- 1. miejsce w L'Étoile d'Or
  - 1. miejsce na 1. etapie (jazda indywidualna na czas)
- 1. miejsce w Karpackim Wyścigu Kurierów
  - 1. miejsce w klasyfikacji punktowej
  - 1. miejsce na 2. etapie

2024
- 1. miejsce w mistrzostwach Polski (jazda indywidualna na czas)

## Rankingi

### Kolarstwo szosowe
| Rok             | 2018 | 2019  | 2020  | 2021 | 2022  | 2023  | 2024 |
| --------------- | ---- | ----- | ----- | ---- | ----- | ----- | ---- |
| World Ranking   | 485. | 1828. | 1806. | 377. | 1254. | 1173. | 784. |
| UCI Europe Tour | 277. | 1203. | 1334. | 311. | 874.  | 808.  | 575. |
|                 |      |       |       |      |       |       |      |
| Źródło: UCI     |      |       |       |      |       |       |      |